# G4 (Band)

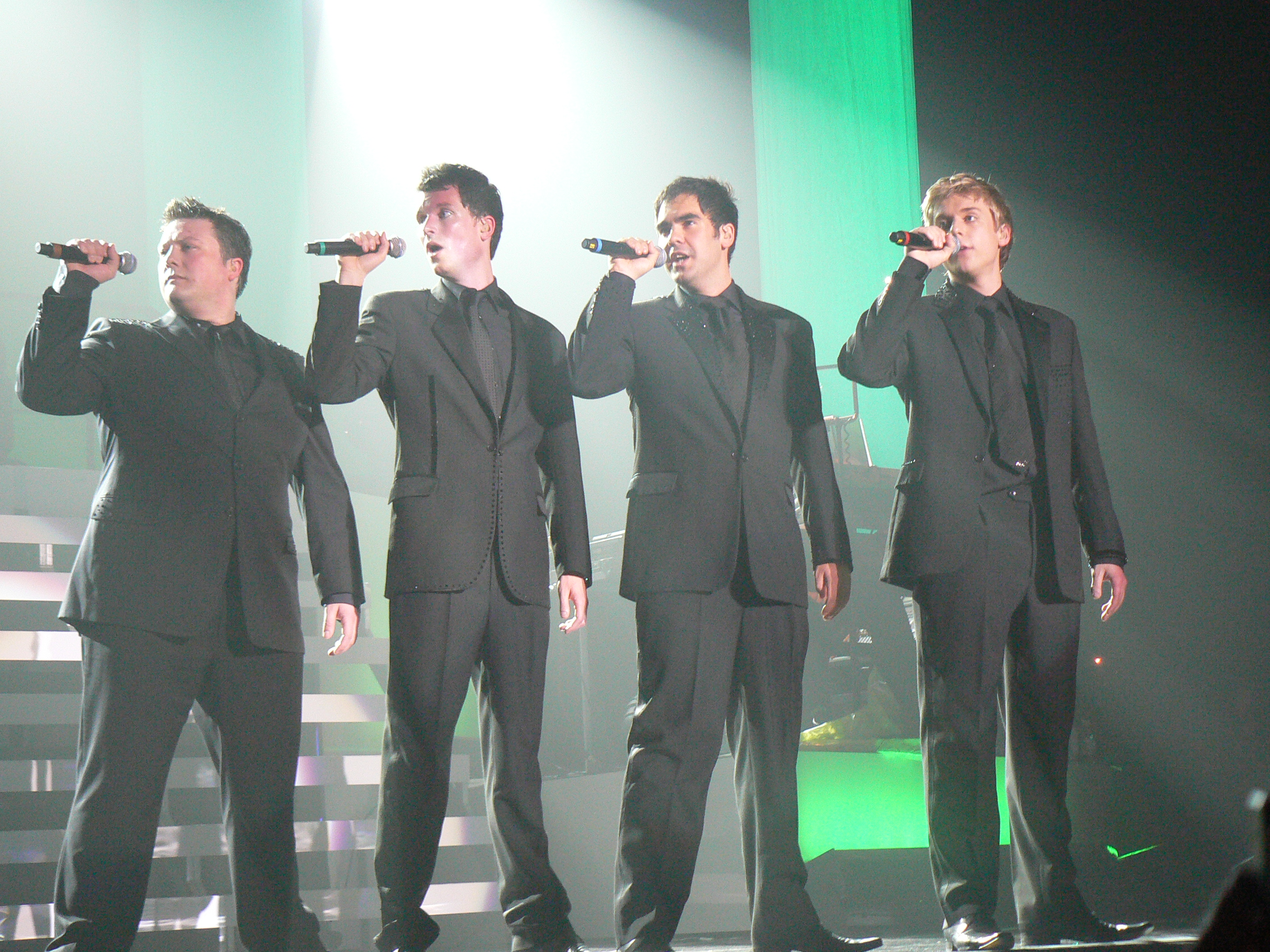
G4 Bournemouth (2007)

G4 ist ein britisches Gesangsquartett, das durch die britische Castingshow The X Factor bekannt wurde.
Die vier Sänger trafen bei ihrem Studium an Guildhall School of Music and Drama zusammen. Bei ihrer Teilnahme bei The X Factor 2004 fielen sie durch ihren klassischen Gesangsstil auf und gaben Titel wie … Baby One More Time, Creep oder Bohemian Rhapsody zum Besten. Im Finale erreichten sie schließlich den zweiten Platz. Es erschienen mehrere Alben mit Pop- und Klassiktiteln mit ihrem Gesang, das Debütalbum G4 erreichte Platz 1 der britischen Charts.

## Mitglieder
- Tenor: Jonathan Ansell (* 10. März 1982 in Bognor Regis)
- Bariton: Mike Christie (* 21. April 1981 in Redhill)
- Bass: Matthew Stiff (* 13. Dezember 1979 in Grimsby)
- Tenor: Ben Thapa (* 2. März 1982)

## Diskografie

### Studioalben
| Jahr | Titel         | Höchstplatzierung, Gesamtwochen, AuszeichnungChartsChartplatzierungen (Jahr, Titel, Platzierungen, Wochen, Auszeichnungen, Anmerkungen) | Anmerkungen                             |
| Jahr | Titel         | UK | Anmerkungen                             |
| ---- | ------------- | --- | --------------------------------------- |
| 2005 | G4            | UK1 ×2Doppelplatin · (22 Wo.)UK | Erstveröffentlichung: 28. Februar 2005  |
| 2005 | G4 & Friends  | UK6 Platin · (11 Wo.)UK | Erstveröffentlichung: 28. November 2005 |
| 2006 | Act Three     | UK21 Gold · (5 Wo.)UK | Erstveröffentlichung: 27. November 2006 |
| 2017 | G4 Love Songs | UK56 (1 Wo.)UK | Erstveröffentlichung: 3. Februar 2017   |

Weitere Alben
- 2005: Happy Mother's Day (The Mother's Day EP)
- 2005: Live at the Royal Albert Hall
- 2015: The Reunion – Live in Concert
- 2015: G4 Christmas

### Singles
| Jahr | Titel Album          | Höchstplatzierung, Gesamtwochen, AuszeichnungChartsChartplatzierungen (Jahr, Titel, Album, Platzierungen, Wochen, Auszeichnungen, Anmerkungen) | Anmerkungen                        |
| Jahr | Titel Album          | UK | Anmerkungen                        |
| ---- | -------------------- | --- | ---------------------------------- |
| 2005 | Bohemian Rhapsody G4 | UK9 (7 Wo.)UK | Erstveröffentlichung: Februar 2005 |

### Videoalben
- 2005: Live at the Royal Albert Hall (UK: Gold)

## Auszeichnungen für Musikverkäufe
| Goldene Schallplatte - Irland - 2006: für das Album Act Three | Platin-Schallplatte - Irland - 2005: für das Album G4 - 2005: für das Album G4 & Friends |

Anmerkung: Auszeichnungen in Ländern aus den Charttabellen bzw. Chartboxen sind in ebendiesen zu finden.
| Land/RegionAuszeichnungen für Musikverkäufe (Land/Region, Auszeichnungen, Verkäufe, Quellen) | Gold     | Platin     | Verkäufe  | Quellen        |
| -------------------------------------------------------------------------------------------- | -------- | ---------- | --------- | -------------- |
| Irland (IRMA)                                                                                | Gold1    | 2× Platin2 | 37.500    | irishcharts.ie |
| Vereinigtes Königreich (BPI)                                                                 | 2× Gold2 | 3× Platin3 | 1.025.000 | bpi.co.uk      |
| Insgesamt                                                                                    | 3× Gold3 | 5× Platin5 |           |                |